# Acrotriche baileyana
Acrotriche baileyana là một loài thực vật có hoa trong họ Thạch nam. Loài này được (Domin) J.M.Powell mô tả khoa học đầu tiên năm 1980.